# BJ212

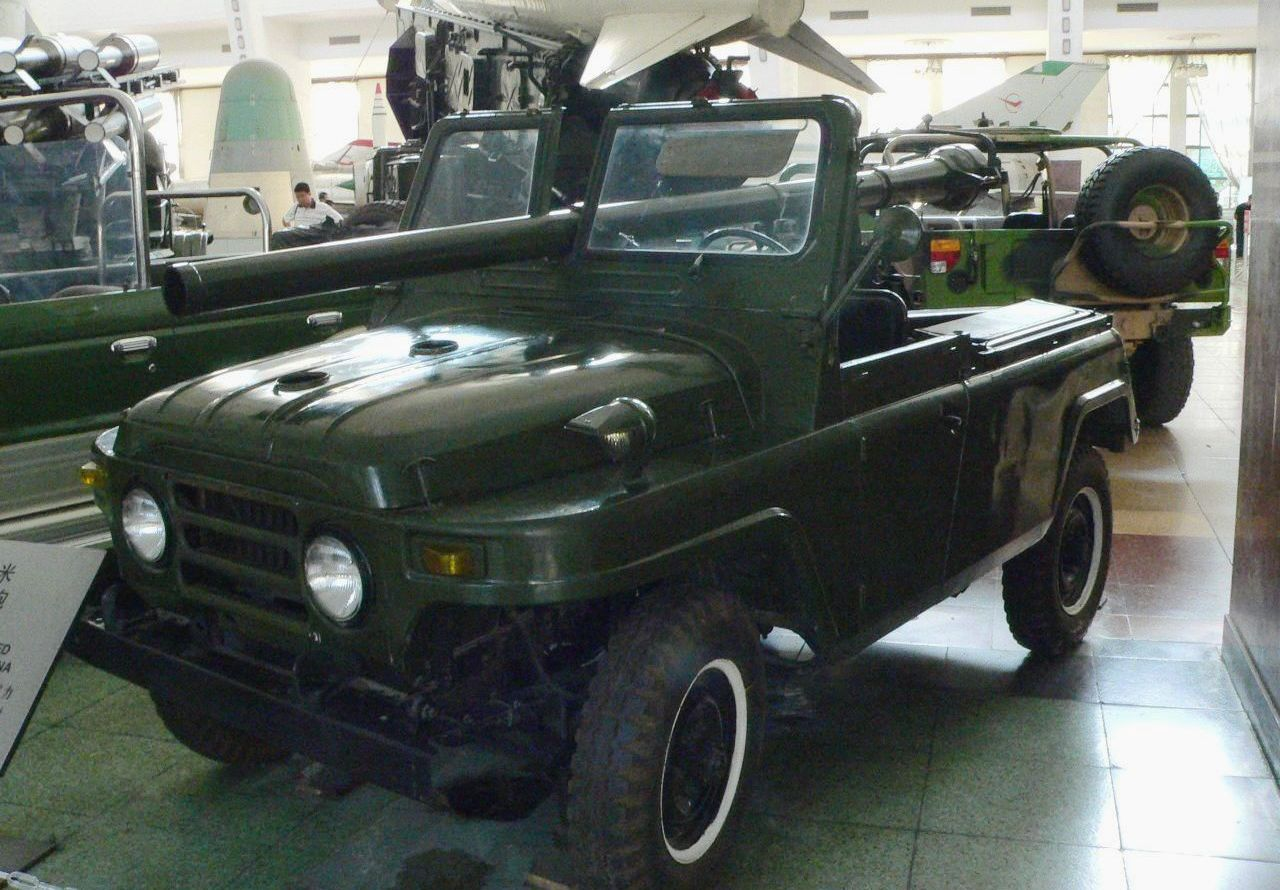
BJ212

BJ212（中国語: 北京212）は、中国の北京汽車が1965年から1987年に製造していた軍用車両で、中国人民解放軍が使用している1/2トンクラスの四輪駆動車である。1989年に中国における車両形式名基準が変更となったことで、呼称がBJ2020となった。他国の軍への輸出が行われたほか、民間向けにも販売されている。
なお、本項目では、まったく別の車種ではあるが同じ北京汽車で製造され、後継車ともみなされている、BJ2023/BJ2030/BJ2032についても合わせて記述する。

## 概要
BJ212は、ランドローバーやジープに着想を得た軍用四輪駆動車で、実質的には設計デザインの大半においてソビエト連邦のUAZ製自動車、特にUAZ-469をその基礎としている。北京汽車では1961年にソ連製エンジンGAZ M-21（GAZ-21のエンジン）をコピーした排気量2,445ccの直列4気筒ガソリンエンジンDongfanghong BJ760を用いたスポーツ・ユーティリティ・ビークルのBJ210を開発しており、BJ212にもこれと同じエンジンが用いられた。BJ212の生産は1987年に終了した。
BJ212は設計が古いため、中国人民解放軍からは2008年以降退役しつつあり、段階的に後継車種であるBJ2022に交代している。

## バリエーション
BJ2020 SJ 特別仕様車
5シート仕様の指揮車。

## 主な採用国
- 中国
- キューバ
- チャド
- パキスタン
- シリア

## 主要諸元
- エンジン - 2,445cc直列4気筒ガソリン
- 最高出力 - 85hp
- ミッション - 4速マニュアル・シフト
- 定員 - 1+4名、1+7名（Sa-j）
- 駆動方式 - 4WD
- 全長 - 3.86m, 4.00m（Sa-j）
- 全幅 - 2.30m
- 全高 - 1.81m
- 重量 - 2,006kg
- ホイールベース - 1.81m, 1.97m（Sa-j）
- 最高速度 - 100km

## BJ2023/BJ2030/BJ2032
BJ2023、BJ2030、BJ2032は、1985年に北京汽車がアメリカン・モーターズと合弁で設立した北京ジープ（北京吉普汽車）において、ジープ CJ-8およびその後継車種であるジープ・ラングラーをベースとして設計・開発・製造を行ったスポーツ・ユーティリティ・ビークルである。これらはBJ212のフルモデルチェンジとして扱われる場合もある。ディーゼルエンジンがラインナップに加わり、また、ガソリンエンジンには三菱自動車工業製の4G20が用いられた（後に4G20B、4G22Bへと改良される）。
民間向け販売においては、Zhanqi、Jinxuanfeng、Lieying、City Cruiser、Kuangchao、Ludiなどの車名が付された。

## ギャラリー

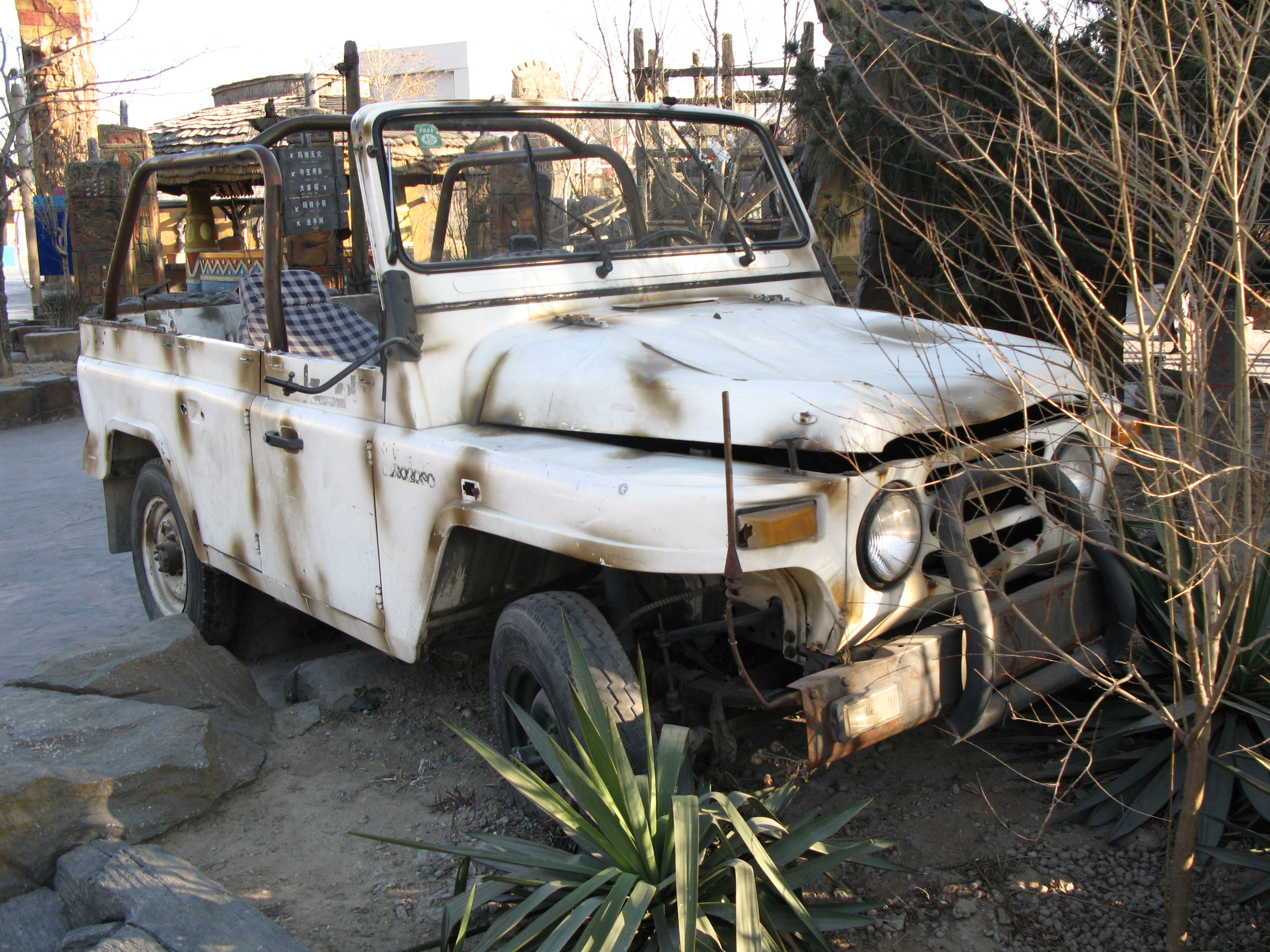
BJ212
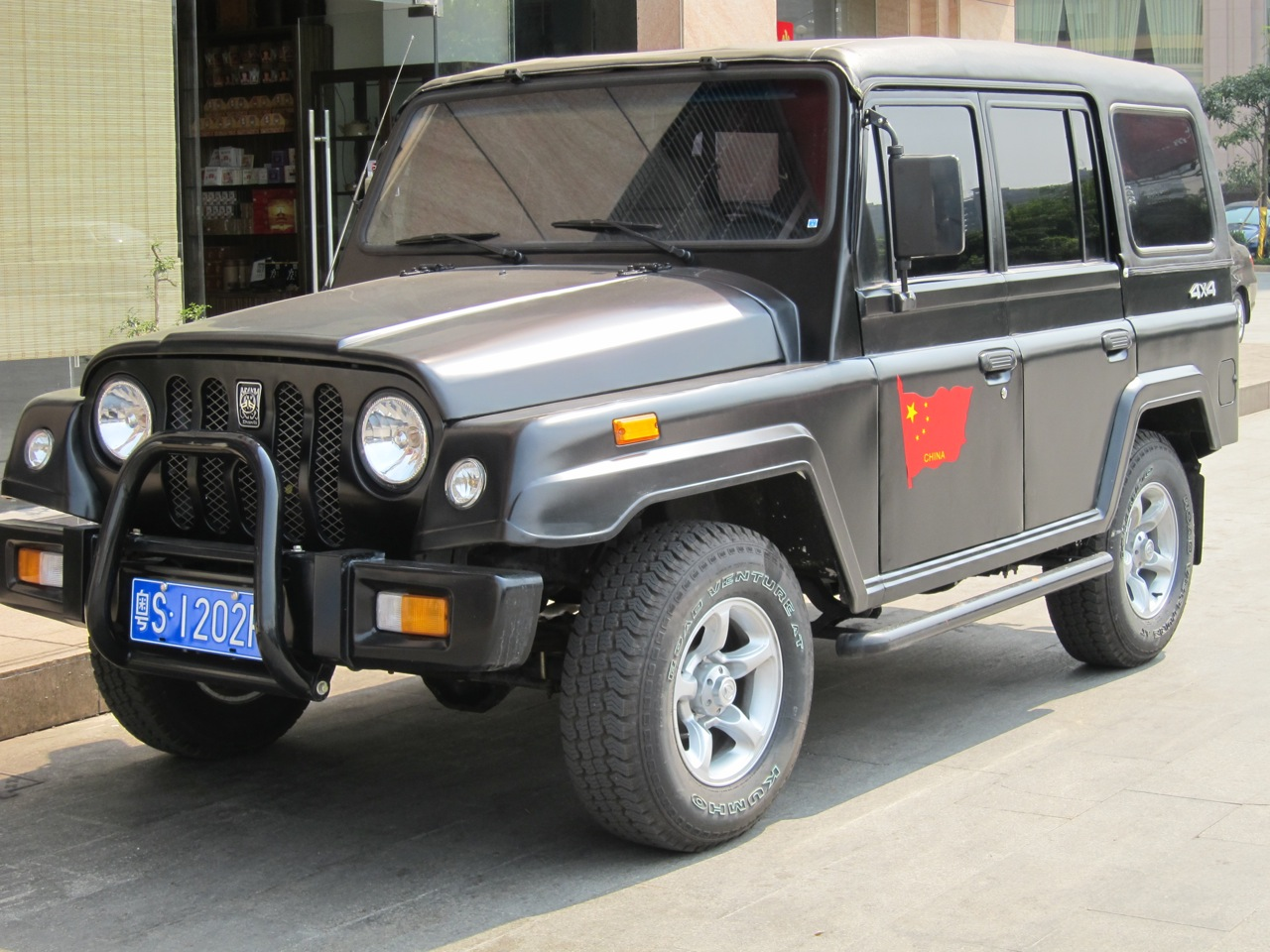
Zhanqi BJ2023
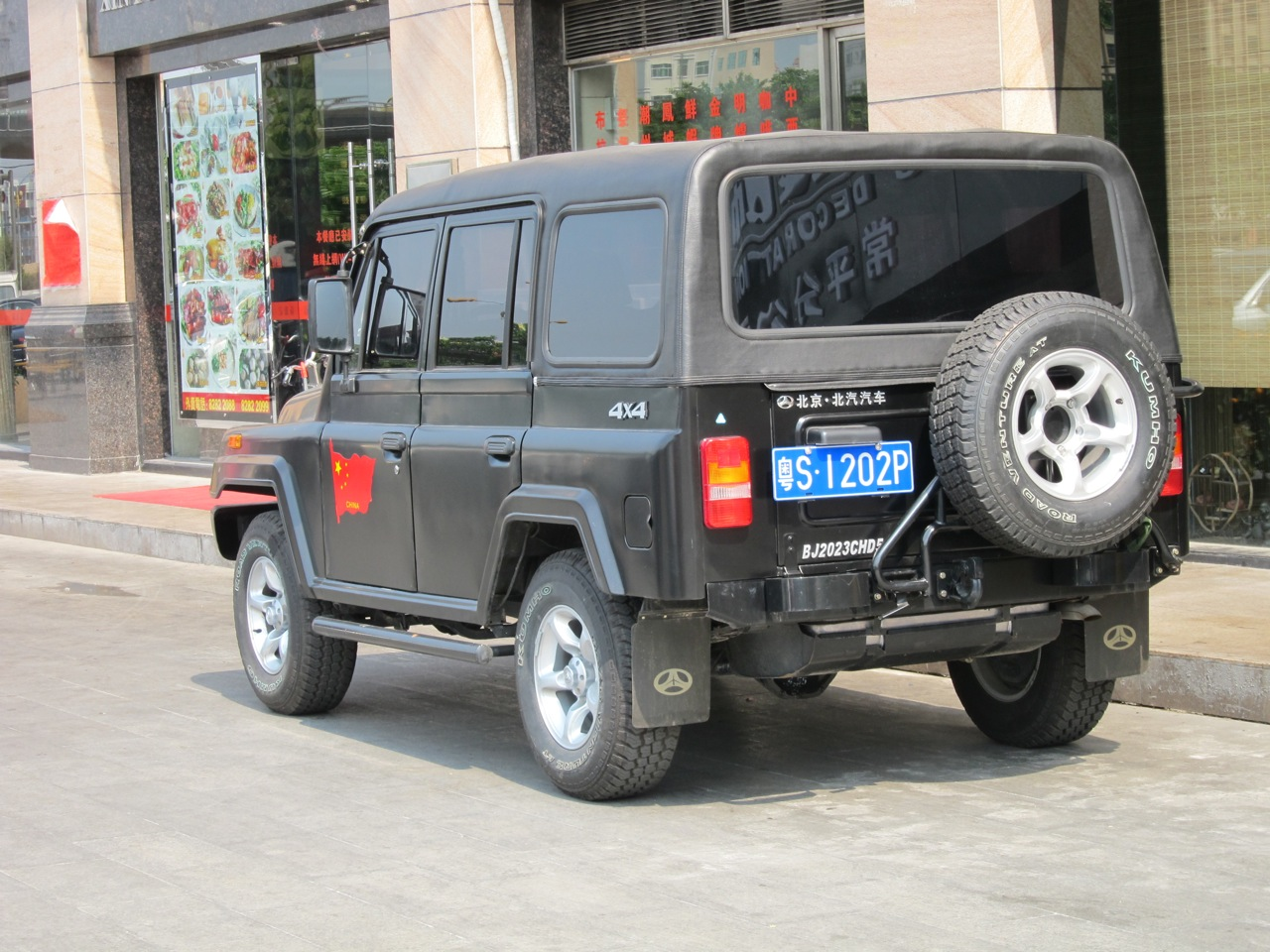
Zhanqi BJ2023
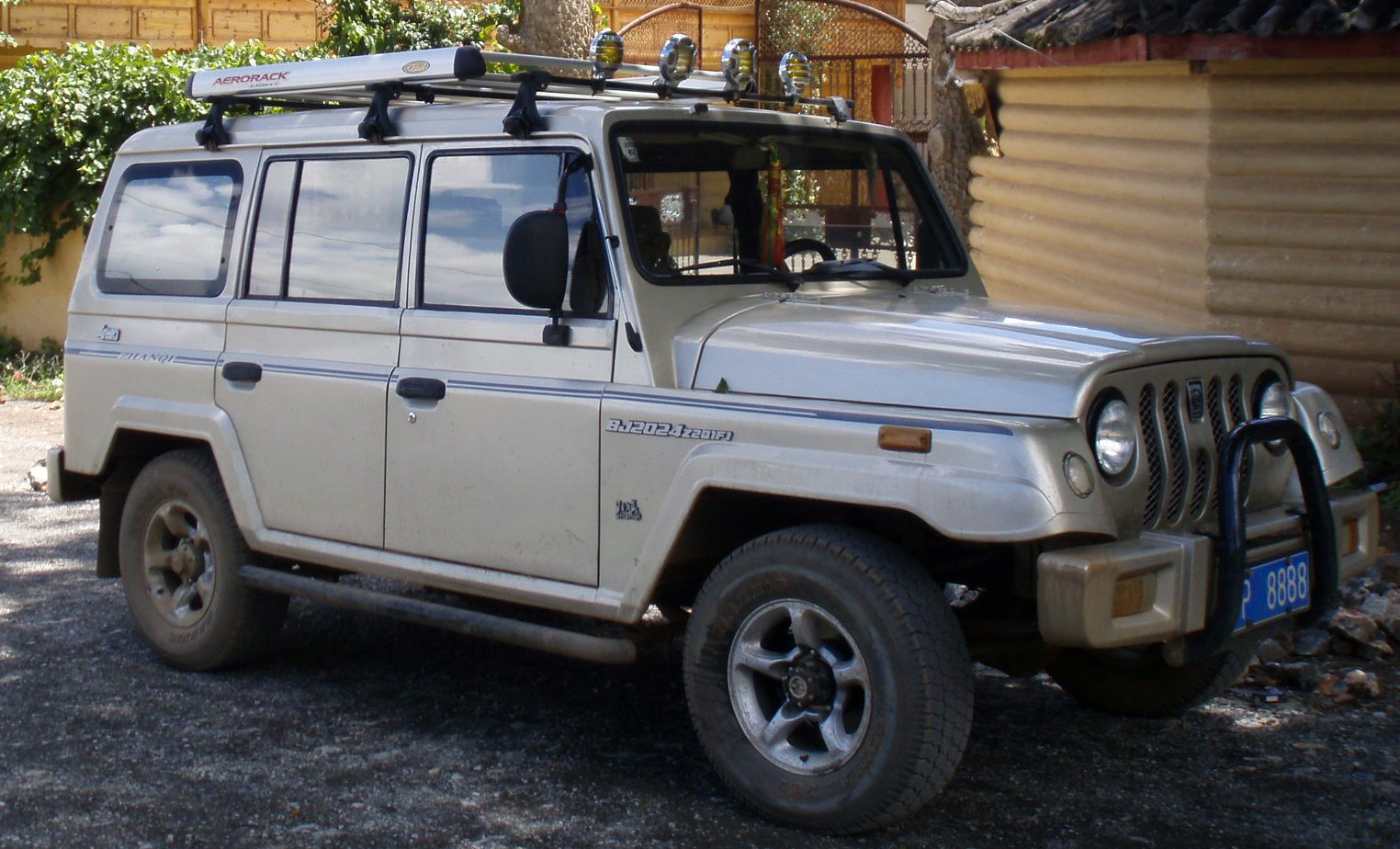
BJ2024 Z2Q1F1 ハードトップ
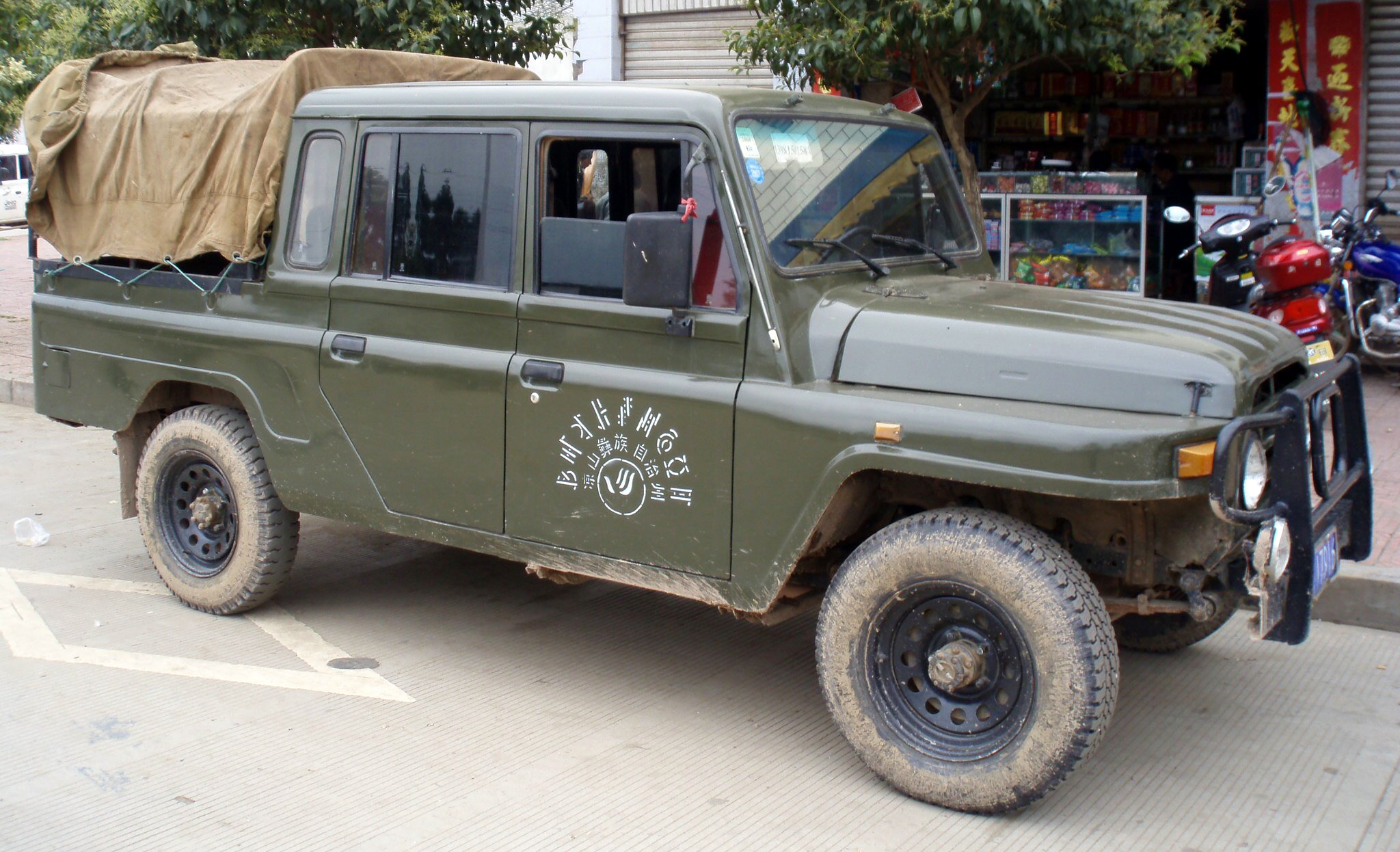
BJ2032 SAQ 4ドア HT ピックアップ

## 登場作品

### 映画・テレビドラマ
『国家幹部』
郷長（村長）が使用。
『営盤鎮警事』
主人公が務める警察署で使用されている車両として警察仕様が登場する。
『我的左手』
主人公である連隊政治指導員および軍団長の送迎用に使用。

### ゲーム
『マーセナリーズ』
中国軍が使用する偵察車両としてPKM 7.62mm機関銃を搭載した車両が「BJ2020 SCOUT」の名称で登場する。
『マーセナリーズ2 ワールド イン フレームス』
PlayStation 2版に登場。アジアン軍（中国人民解放軍）の軍用車両。
機関銃搭載車のほかにミサイル付きの車両も存在する。

### ドキュメンタリー
『NHK特集 シルクロード』
第1シリーズ『絲綢之路』に中国人民解放軍のBJ212が一貫して登場。毎回、数台のBJ212が日本側取材班の日産・パトロールに随伴する。第12回「民族の十字路」では、パミール高原を越えてカシュガル市を訪れたパキスタンのトラック隊を、消防車型など複数のBJ212が先導する。